# Pierre Flote
Pierre Flote (milieu du XIIIe siècle - 11 juillet 1302 Courtrai), seigneur de Ravel et de La Baume, est un chancelier de France  et l'un des légistes les plus connus du règne de Philippe le Bel.

## Origines

Armoiries famille Flote, Dauphiné

Pour certains, il est né  en Dauphiné au milieu du XIIIe siècle. Il serait le fils cadet d’Arnaldus Flotte, seigneur de La Roche-des-Arnauds. Pour d’autres, celui de  Raimond Ier, petit-fils d’Arnaud II et d’Adélaïs de Comps.
Laroche-près-Feyt revendique être son lieu de naissance.
Les armoiries des Flote d'Auvergne sont fascé d'or et d'azur de six pièces et celles des Flote du Dauphiné losangé d’argent et de gueules, au chef d’or

## Biographie
Il est de 1273 à 1291 l'homme de confiance d'Humbert Ier du Viennois qui deviendra par son mariage en 1273 Dauphin du Viennois.  
Il est témoin à la donation par  Béatrix de la Tour du Pin le 24 février 1280 pour la chartreuse de la Sainte-Croix (actuel village de Sainte-Croix-en-Jarez).  

Armoiries famille Flote, Auvergne

En 1283, il intervient comme garant du contrat de mariage de la fille d’Humbert. En 1287, il négocie les problèmes de frontière entre le Dauphiné et Amédée V de Savoie. En 1294, il intervint dans le traité entre le roi et le dauphin pour la fourniture de 200 lances. Gilles I Aycelin de Montaigut, dont le père  Pierre II Aycelin  pourrait avoir épousé la sœur de Pierre Flote, fut un de ses proches.
Toujours en 1294, à l'occasion du conflit franco-anglais, il est négociateur pour  Philippe IV en Gascogne. En 1295, il est nommé chancelier de France, charge jusqu'alors réservée au clergé. Il entre au Conseil du roi en 1296 et organise dès lors la stratégie de lutte contre la papauté. Boniface VIII venait alors de publier sa décrétale Clericis laicos rappelant au roi le consentement pontifical pour imposer le clergé. Sur le conseil de Flote et des autres légistes, Philippe IV interdit toute sortie d'or et d'argent hors du royaume, privant ainsi le pape d'une bonne partie de ses revenus. Boniface VIII revient alors à de meilleurs sentiments. Sa bulle Romana mater ecclesia de 1298 annule les décisions de Clericis laicos.
En 1297, Pierre Flote reçoit en cadeau de Philippe le Bel le château de Ravel, en Auvergne.
Le conflit reprend en 1301 lorsque le roi fait arrêter et condamner l'évêque de Pamiers, Bernard Saisset, accusé de trahison. Une nouvelle bulle du pape, Ausculta fili, réaffirme la prééminence du spirituel sur le temporel et dénie au roi le droit de juger un membre du clergé français. C'est Pierre Flote qui organise de nouveau la riposte royale. Il fait convoquer à Notre-Dame de Paris, en avril 1302, une assemblée de barons, de prélats et de bourgeois que certains historiens considèrent comme les premiers États généraux de l'Histoire. Là, il leur résume à sa façon la dernière bulle pontificale en la ramenant à six propositions dont celle-ci : « Nous voulons que tu saches que tu nous es soumis au spirituel et au temporel ». Par la même occasion, il leur fait approuver la politique anti-papale du roi. Les membres de l'assemblée donnent leur appui mais le clergé le fait avec moins d'enthousiasme que les autres.
Trois mois plus tard, le 11 juillet, Pierre Flote est tué à la bataille de Courtrai. Guillaume de Nogaret prend alors sa place comme stratège de la politique royale à l'égard du Saint-Siège.
Voici ce que Boniface VIII déclare à propos de Pierre Flote peu après l'assemblée de Notre-Dame : « C'est le diable ou un possédé du diable. Dieu l'a déjà puni en aveuglant son corps (il est borgne) comme est aveugle son esprit. C'est Pierre Flote, homme plein d'acide et de fiel, hérétique à corriger et à condamner comme tel. Il est la ruine de son propre frère. Il est conseiller du roi et depuis ce temps-là le roi et le royaume n'ont fait que détériorer leurs relations avec l'Église. »
Son fils Guillaume Flote est lui aussi un grand serviteur de la monarchie et devient chancelier de Philippe VI de Valois.